# Бердорф
Бердорф (на люксембургски: Gemeng Bäerdref) е община в Люксембург, окръг Гревенмахер, кантон Ехтернах.
Има обща площ от 21,93 км2. Населението ѝ е 1582 души през 2009 година. Неин административен център е село Бердорф.

## Състав
Общината се състои от 3 села:
- Бердорф (Bäerdref)
- Боллендорф-Понт (Bollenduerferbréck)
- Вейлербах (Weilerbaach)